# Paul Gendrop
Paul Gendrop (Paris, 1931 - Ciudad de México 1987), fue un arquitecto y antropólogo francés nacionalizado mexicano, especialista en las culturas del México antiguo. 
Gendrop se recibió de arquitecto en el Instituto Tecnológico y de Estudios Superiores de Monterrey, y en 1963 se doctoró en Estética en la Universidad de la Sorbona, su tesis fue titulada "Ensayo de estética de la escultura azteca". Luego de una breve estadía en la Universidad de Guanajuato, arriba a la  Universidad Nacional Autónoma de México (UNAM), donde posteriormente fue designado profesor titular del Departamento de Historia en la Escuela Nacional de Arquitectura, también fue jefe del Departamento de Investigaciones Humanístico-Arquitectónicas del Instituto de Investigaciones Arquitectónicas.
Gendrop se interesó por la cultura mesoamericana, especializándose en la arquitectura prehispánica del Altiplano Mexicano y la de la cultura maya. Además de sus actividades en la UNAM, también a partir de 1969 se vinculó con la Universidad de California donde viajaba a menudo para impartir cursos, seminarios y conferencias. También impartió clases en la Sorbona (1974-1976 y 1978-1980), y realizó numerosos viajes de estudio, especialmente a las regiones de Río Bec, Los Chenes y la cordillera Puuc en la península de Yucatán.
Gendrop dejó una colección fotográfica de más de 12 000 tomas de arte maya que es una de las más extensas y completas que existen en México sobre arquitectura prehispánica.

## Obras
Entre sus obras más destacadas se encuentran:
- El México antiguo (1972),
- Diccionario de Arquitectura mesoamericana (1976),
- Los estilos Río Bec, Chenes y Puuc en la arquitectura maya (1983),
- Arte prehispánico en Mesoamérica (1988),
- La céramique mexicaine dans les civilisations précolombiennes (La cerámica mexicana en las civilizaciones precolombinas, 1996)
- Escultura azteca, una aproximación a su estética (1997).
- A guide to architecture in ancient Mexico,
- Consideraciones sobre la arquitectura de Palenque
- Quince ciudades mayas
- Les mayas.